# Свети Архангел Михаил (Бойково)
„Свети Архангел Михаил“ е български православен параклис в село Бойково, област Пловдив.
Намира се на юг от Каблешковата гора. До параклиса се стига по кратката пътека за местност Падала или по широкия път над летовище „Майчина грижа“.
Маршрутът до „Свети Архангел Михаил“ е обозначен с указателни табели.

## История
Не се знае годината на първоначалното изграждане на параклиса. През 1989 година започва реставрацията, а през 1991 година е официално открит.
Представлява едноапсидна правоъгълна постройка с двускатен тиклен покрив. Стените на параклиса са покрити с разнообразни икони. Параклисът е отключен целогодишно.
На празника Архангеловден (8 ноември) се извършва водосвет и се прави курбан.